# Graptolithina
I graptoliti, tra cui i Monograptus, sono fossili guida (organismi acquatici che hanno avuto un'ampia distribuzione geografica) del Paleozoico (570-225 milioni di anni fa). Sono molto comuni come fossili e si trovano spesso associati a sedimenti depositatisi in fondali marini.
Sono stati a lungo considerati solo resti organici e riconosciuti come veri e propri organismi animali nel 1821.
Il loro nome ("scrittura di pietra") deriva dalla loro particolare forma, simile a una scrittura cuneiforme.
I graptoliti sono un gruppo estinto di organismi marini coloniali, con esoscheletro chitinoso, vissuti dal Cambriano al Carbonifero.
Gli animali (zooidi) avevano corpo molle, vermiforme, e alloggiavano in teche disposte su 1-2 file lungo i rami della colonia (rabdosomi).
Dalle teche partiva un filamento (virgula) col quale l'organismo si fissava a un galleggiante (pneumatoforo).
Le colonie di Monograptus avevano un solo ramo che poteva assumere forme diverse (rettilinea, ricurva, spiralata) di grande importanza per la classificazione delle specie.

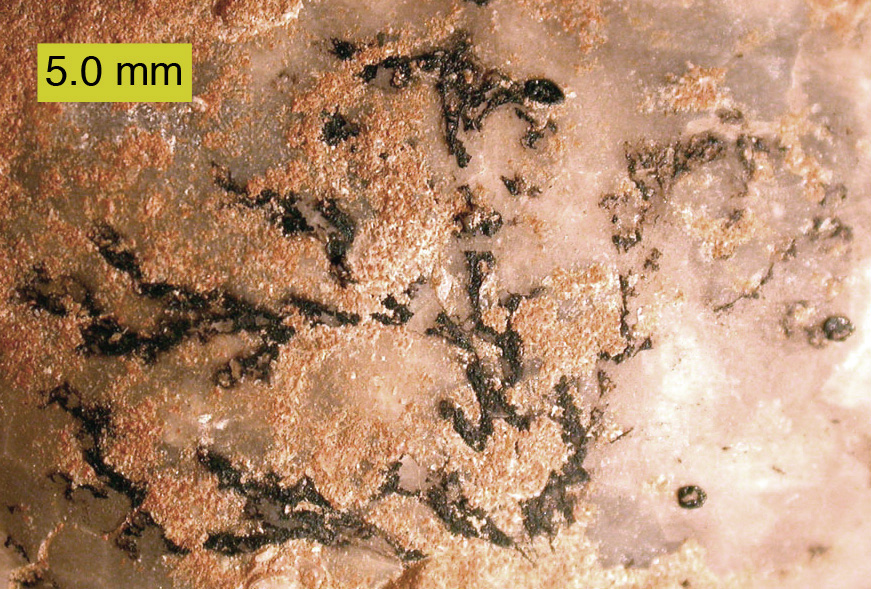
Thallograptus sphaericola.